# Leioproctus nigropurpureus
Leioproctus nigropurpureus är en biart som först beskrevs av Rayment 1935.  Leioproctus nigropurpureus ingår i släktet Leioproctus och familjen korttungebin. Inga underarter finns listade i Catalogue of Life.